# Tragedia de Mayerling
La tragedia, drama o crimen de Mayerling es el nombre dado a la muerte violenta de Rodolfo de Habsburgo, heredero del Imperio austrohúngaro, y su amante la baronesa de Vetsera, el 30 de enero de 1889, en el pabellón de caza de Mayerling, cerca de Viena. Oficialmente se habló de un suicidio de él sin mencionarla a ella, pero los intentos fallidos de ocultar los detalles para evitar el escándalo evidenciaron contradicciones y causaron especulaciones, que se mantienen desde entonces, sobre si se trató de un pacto de suicidio o de un asesinato.

## La escena del crimen

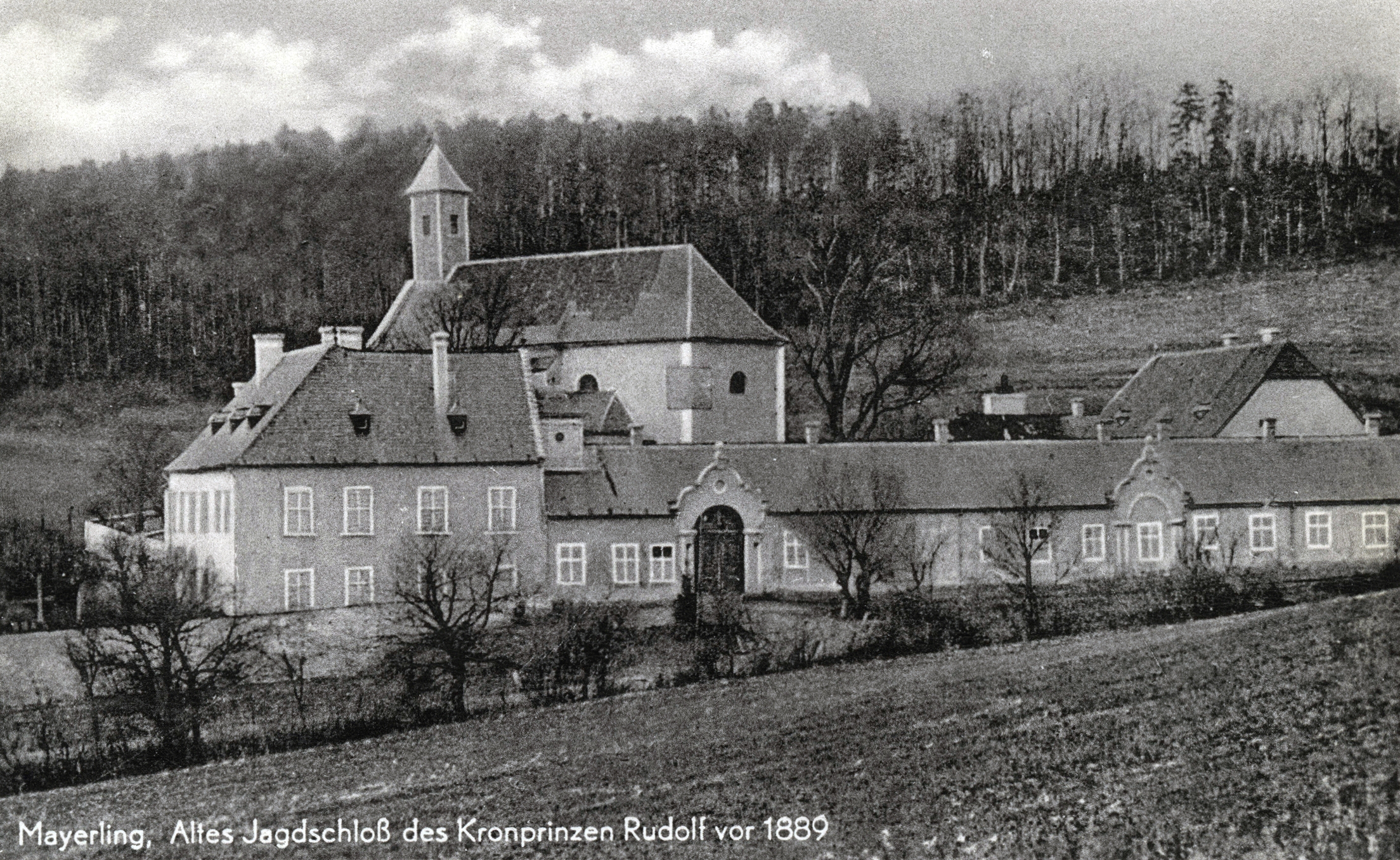
Mayerling, Altes Jagdschloß des Kronprinzen Rudolf vor 1889
(Mayerling, antiguo pabellón de caza del príncipe heredero Rodolfo antes de 1889).

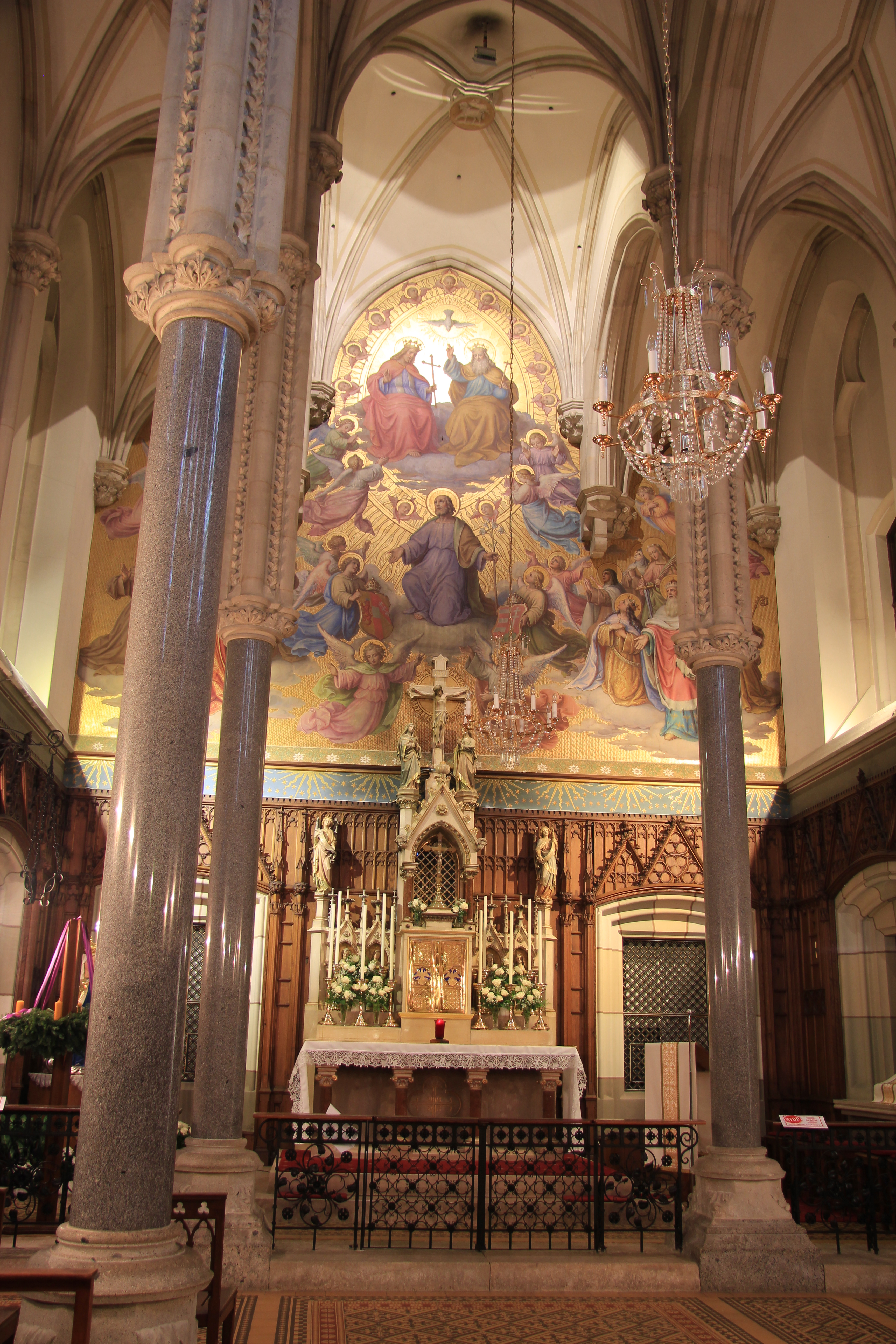
Interior de la iglesia de Mayerling (fotografía de diciembre de 2014).

Mayerling era el lugar de retirο de Rodolfo de Habsburgo, quien había mandado construir un pabellón de caza, inaugurado oficialmente los días 19 y 20 de noviembre de 1887. Fueron invitados los emperadores, Felipe de Sajonia-Coburgo-Kohary y su esposa, Luisa María de Bélgica, y algunos compañeros del príncipe.
Para ello, en 1886, compró el denominado Mayerlinger Hof y, un año después, varios edificios más pertenecientes hasta entonces a la abadía de Heiligenkreuz, cerca de la desaparecida iglesia de San Lorenzo, que fueron transformados íntegramente en pabellón de caza.
El patio del pabellón fue diseñado al estilo del típico jardín francés, mientras que la carretera de Alland, que hasta entonces cruzaba la propiedad, fue desviada de manera que solo la bordeara. Constaba de tres salas situadas alrededor del patio, un salón de té, una capilla y una bolera que servía al mismo tiempo de salón de tiro. En la parte alta, rodeado de un muro, se encontraba el pabellón de caza propiamente dicho, donde se ubicaban las habitaciones privadas del príncipe. En la parte baja de la finca (junto a la antigua Villa Leinigen, posteriormente conocida como Coburg-Schlößchen), se instaló una oficina de telégrafos, así como un pequeño apartamento para la dama de compañía de la princesa. Los establos, por último, fueron considerados como «un lujoso detalle» del heredero con los caballos. 
Desde ese momento hasta comienzos de 1889, se utilizó solo en diez ocasiones (la esposa de Rodolfo, Estefanía de Bélgica, no fue más que dos veces; su hija Isabel María de Austria, que por entonces tenía cuatro años, estuvo dos semanas y media por motivos de salud. Por el contrario, fueron continuas las visitas del conde Joseph Hoyos y del ya citado Felipe de Sajonia, cuñado de Estefanía).
En El martirio de una emperatriz, de 1889, se dice:

Sus dependencias parecían más un museo o las habitaciones de un profesor de Historia Natural que las de un príncipe alto y poderoso. Uno de los salones simulaba un bosque: un enorme oso que había cazado en Munkdcs se aferraba al tronco de un pino. Búhos, linces, faisanes, zorros, venados y ciervos se hallaban en esta maravillosa sala. Había también aves cazadas por Rodolfo durante su viaje de quince días al Danubio. El estudio había sido decorado con maravillosas armas nacionales y extranjeras: pistolas, carabinas, mosquetes, espadas, dagas y sables con incrustaciones de oro, plata y nácar. Un ciervo blanco al que disparó en Bohemia era quizá la pieza más notable de esta hermosa colección.

En julio de 1891 el emperador ordenó transformar el edificio en un convento de carmelitas, a fin de que las monjas oraran para siempre por el alma del archiduque. Para ello, la zona del antiguo pabellón donde se hallaba el dormitorio del príncipe, así como la puerta oriental y una parte del ala de servicio fueron derruidas.
El propio Francisco José lo manifiesta así en su carta fundacional:

Después de la tristeza indescriptible en que el fallecimiento de mi querido hijo, el príncipe heredero Rodolfo, me ha sumido, he tomado la decisión de hacer construir un monasterio en el mismo lugar de su muerte y de dedicarlo a la Orden de Carmelitas.

Desde ese momento hasta su muerte en 1916, visita el monasterio en ocho ocasiones; de ellas, cuatro acompañado de la emperatriz. Estefanía lo hará las mismas veces.
La iglesia, tal y como puede verse en la actualidad (14 x 7,30 m), fue construida en estilo neogótico por el arquitecto H. Schemfil y el contratista J. Schmalzhofer en el punto exacto en que se hallaba el dormitorio de Rodolfo, según dispuso el emperador.

## Antecedentes del drama
Hacia el 20 de enero de 1889, el príncipe Rodolfo había invitado a sus amigos; el conde Hoyos y su concuñado Felipe de Sajonia-Coburgo a una partida de caza en Mayerling los días 29 y 30:

Si el tiempo lo permite, el final de la próxima semana quisiera que viniese conmigo a Mayerling.

Día 26
Se produce una fuerte discusión entre el emperador y su hijo Rodolfo. Francisco José llega a decirle que no es digno de ser su sucesor. Tres parecen ser las razones de tan duro enfrentamiento:
* Se habría informado al emperador que el heredero había remitido una solicitud a la Santa Sede pidiendo la nulidad de su matrimonio con Estefanía (Francisco José lo ignoraba hasta ese momento).
* El emperador habría ordenado a su hijo que, inmediatamente, pusiese fin a su relación con María Vetsera (se conocen cartas de la joven en este sentido).
* Francisco José habría descubierto que el príncipe mantenía frecuentes contactos con la oposición húngara.
Día 27
Con la ayuda de María Luisa Mendel von Wallersee, prima del heredero, se planea la «desaparición» de María Vetsera. Por la noche, Rodolfo asiste a la fiesta de cumpleaños de Guillermo II en la embajada de Alemania. Lo acompaña Estefanía y es la última vez que se le ve en público.
Día 28
- 10:00 a. m. María Luisa va a buscar a María Vetsera a su casa de la Salesianergasse para «ir de compras».
- 10:30 a. m.  Josef Bratfisch, el cochero de confianza de Rodolfo, las espera junto a la iglesia de San Agustín, cerca del palacio de Hofburg.
- 10:31 a. m. La condesa Larisch acompaña a María hasta Hofburg.
- 10:32 a. m. María Vetsera parte con Bratfisch en dirección a Breitenfurt.
- 11:15 a. m. La condesa Larisch simula que María ha desaparecido frente a la tienda de los hermanos Rodeck, en el n.º 7 del Kohlmarkt.
- 11:30 a. m. María Luisa informa a Hélène Baltazzi de la «desaparición» de su hija.
- 12:05 p. m. La condesa Larisch comunica personalmente al jefe de Policía de Schottenring que María Vetsera ha desaparecido.
- 13:00 p. m. Rodolfo se encuentra con Bratfisch y María en el conocido restaurante «Roter Stadel» de Breitenfurt.
- 14:30 p. m. Rodolfo y María llegan a Mayerling.

Día 29
- 8:10 a. m. El conde Hoyos y Felipe de Sajonia llegan en automóvil a Mayerling, procedentes de Viena. Desayunan con Rodolfo pero no saben que María también está allí. El príncipe se exime de salir de caza por encontrarse resfriado.
A cierta hora aún no fijada, le ordena al primero que cierre todas las ventanas que dan a la carretera, como si el pabellón estuviese vacío.
Por la tarde, Felipe regresa a Viena para asistir a una cena familiar en Hofburg.
- 19:00 p. m. Rodolfo y el conde Hoyos cenaron solos: sopa, carne asada y postre. El heredero, a causa del supuesto resfriado, se retiró hacia las nueve. Cuando Hoyos se fue a dormir una hora más tarde,[12] Bratfisch, el príncipe y María cantaron y silbaron contentos (al parecer, Bratfisch «silbaba maravillosamente»).[13]

## El suceso
Día 30
Finalmente, la madrugada del 30 de enero de 1889, Rodolfo de Habsburgo (príncipe heredero de Austria), hijo del emperador Francisco José I y la emperatriz Isabel de Baviera, conocida como Sissi, fue hallado muerto junto a su amante la baronesa de Vetsera (de apenas 18 años), tras haberse suicidado, según la primera versión «oficial» de lo ocurrido (de ella no se dice nada).
- 7:30 a. m. Rodolfo se presenta en la habitación de Johann Loschek, su ayuda de cámara; le pide que lo avise una hora más tarde para desayunar y vuelve a su dormitorio.

- 8:30 a. m. Pese a llamarlo insistentemente, Loschek no logra despertar al heredero; decide entonces avisar al conde Hoyos, que quiere forzar la entrada, pero vacila al enterarse de que Rodolfo «no está solo». Felipe de Sajonia, que acaba de regresar de Viena, le ordena que entre en el dormitorio. Cuando sale, anuncia que los dos están muertos: Rodolfo estaría sentado al borde de la cama, sobre un gran charco de sangre. Loschek supuso que habría sido envenenado, lo que —a veces— puede producir esta clase de hemorragias fulminantes e intensas. Inmediatamente, el conde Hoyos partiría hacia Viena para informar a la Corte del hipotético envenenamiento («El viaje fue bastante rápido aunque la carretera estaba helada y resbaladiza»)[2][14] mientras Loschek enviaba un telegrama solicitando la presencia urgente del doctor Widerhofer en Mayerling y Felipe se quedaba vigilando para que nadie entrase en la habitación.[2] Según las mismas fuentes, María murió de un disparo en la sien izquierda; apareció tumbada en la cama, boca arriba, con unas cuantas flores entre las manos.

En cuanto a los cadáveres, cabe resaltar que mientras el de Rodolfo fue trasladado a Viena la noche del 30 de enero y sepultado en la Cripta Imperial con todos los honores el martes 5 de febrero, el de María será sepultado, subrepticiamente, en el pequeño cementerio contiguo a la abadía cisterciense de Heiligenkreuz.

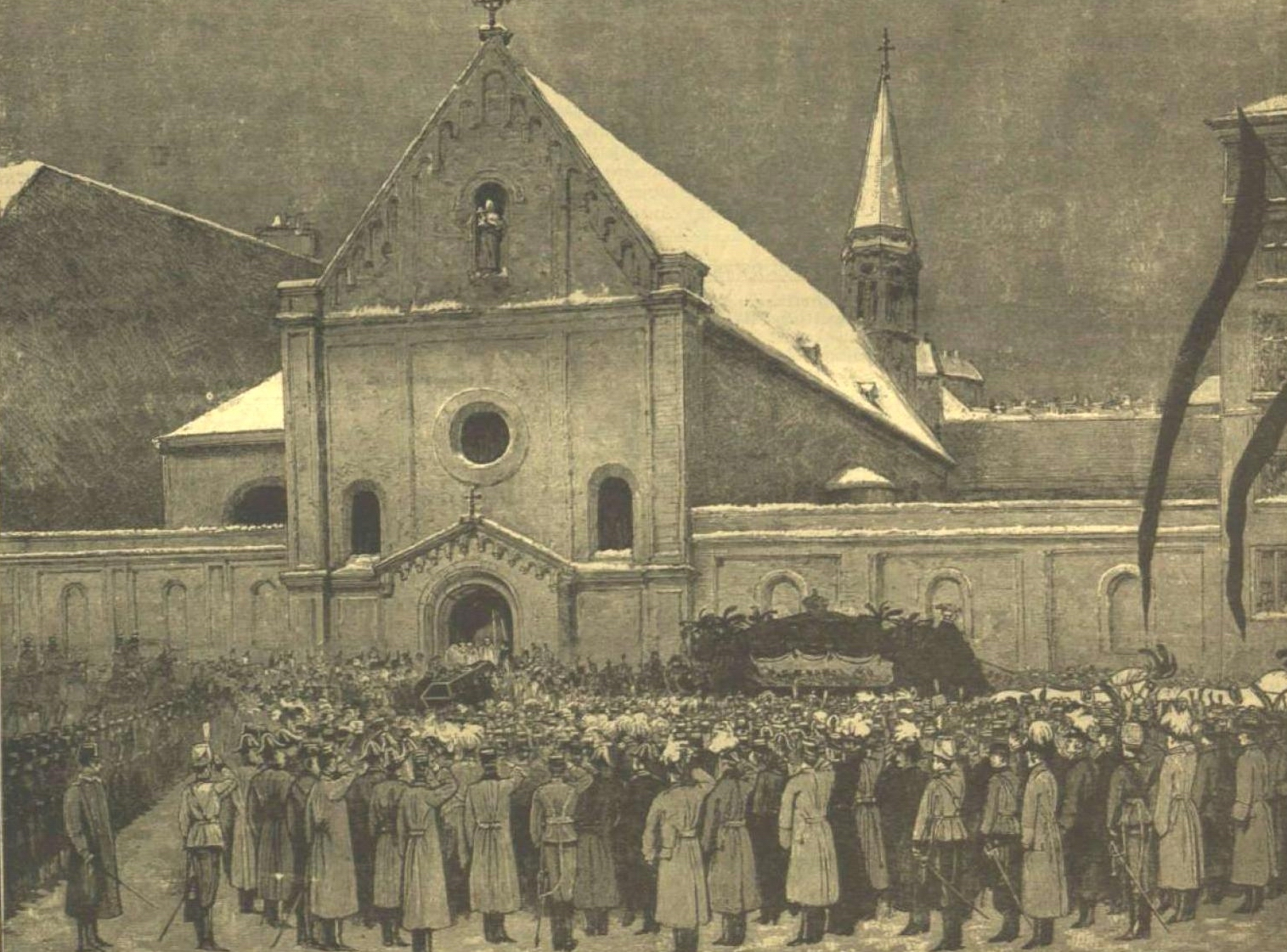
Funeral de Rodolfo de Habsburgo según un dibujo de la época.
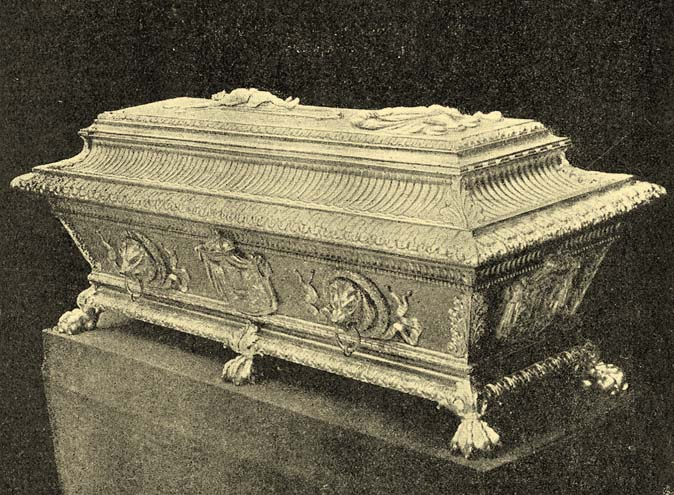
Károly Cserna. Sarcófago de Rodolfo de Habsburgo (imagen anterior a 1944).
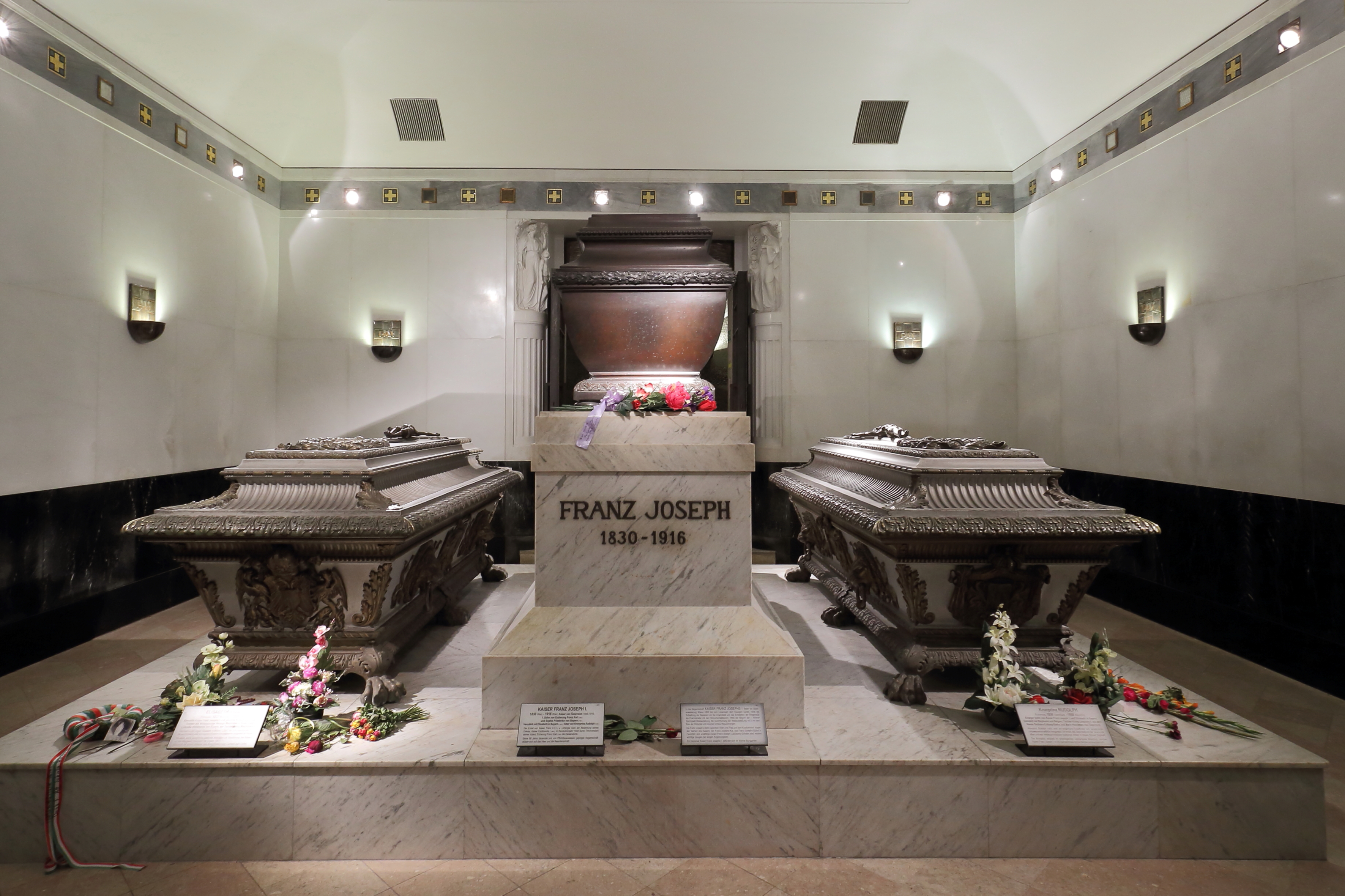
Sarcófagos de Rodolfo de Habsburgo, Francisco José I e Isabel de Baviera en la Cripta de los Capuchinos de Viena (fotografía de septiembre de 2013).
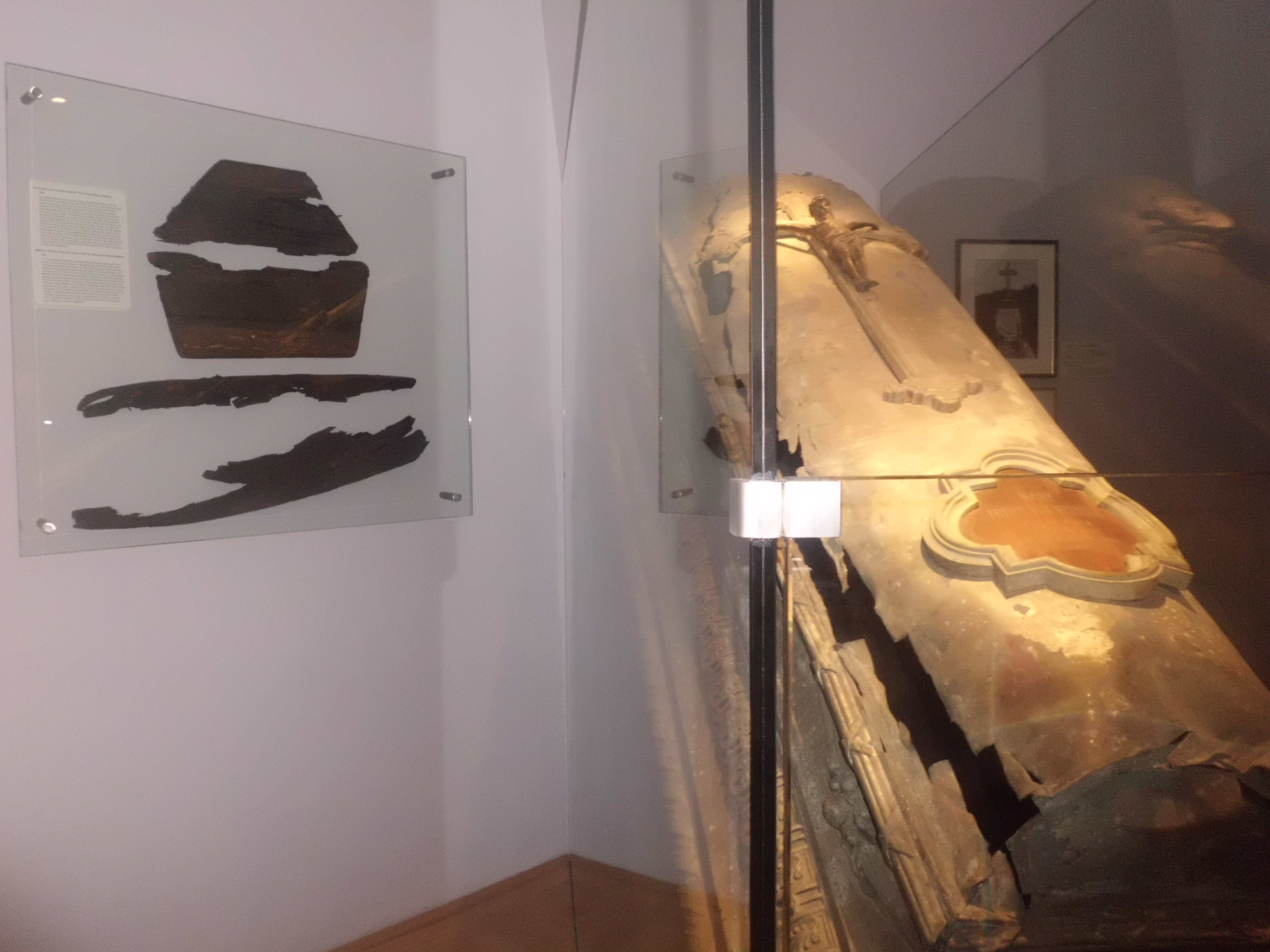
Féretro de María Vetsera en el convento de carmelitas de Mayerling (fotografía de julio de 2015).
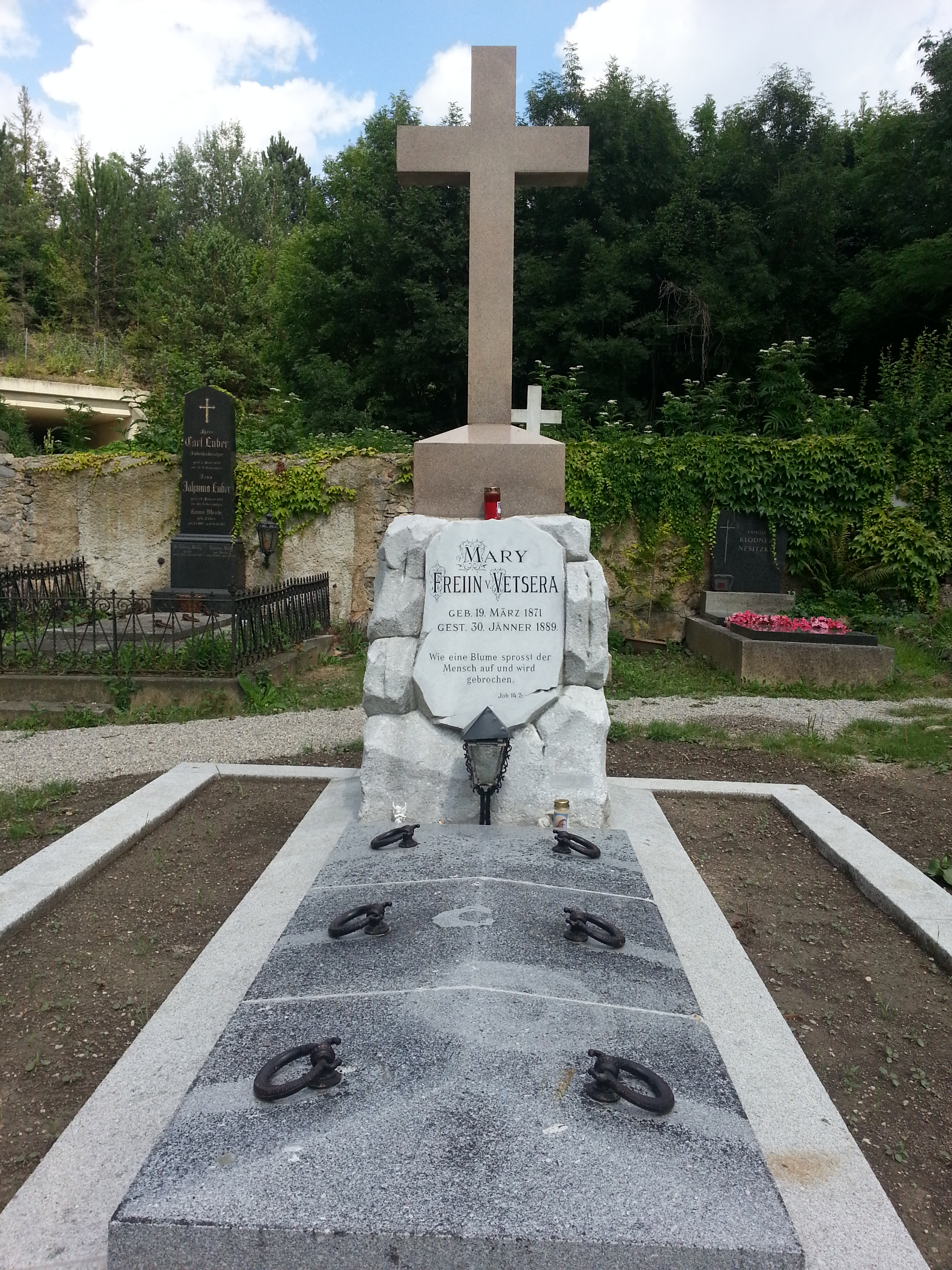
Tumba de María Vetsera en el cementerio de Heiligenkreuz (fotografía de julio de 2014).

## La investigación

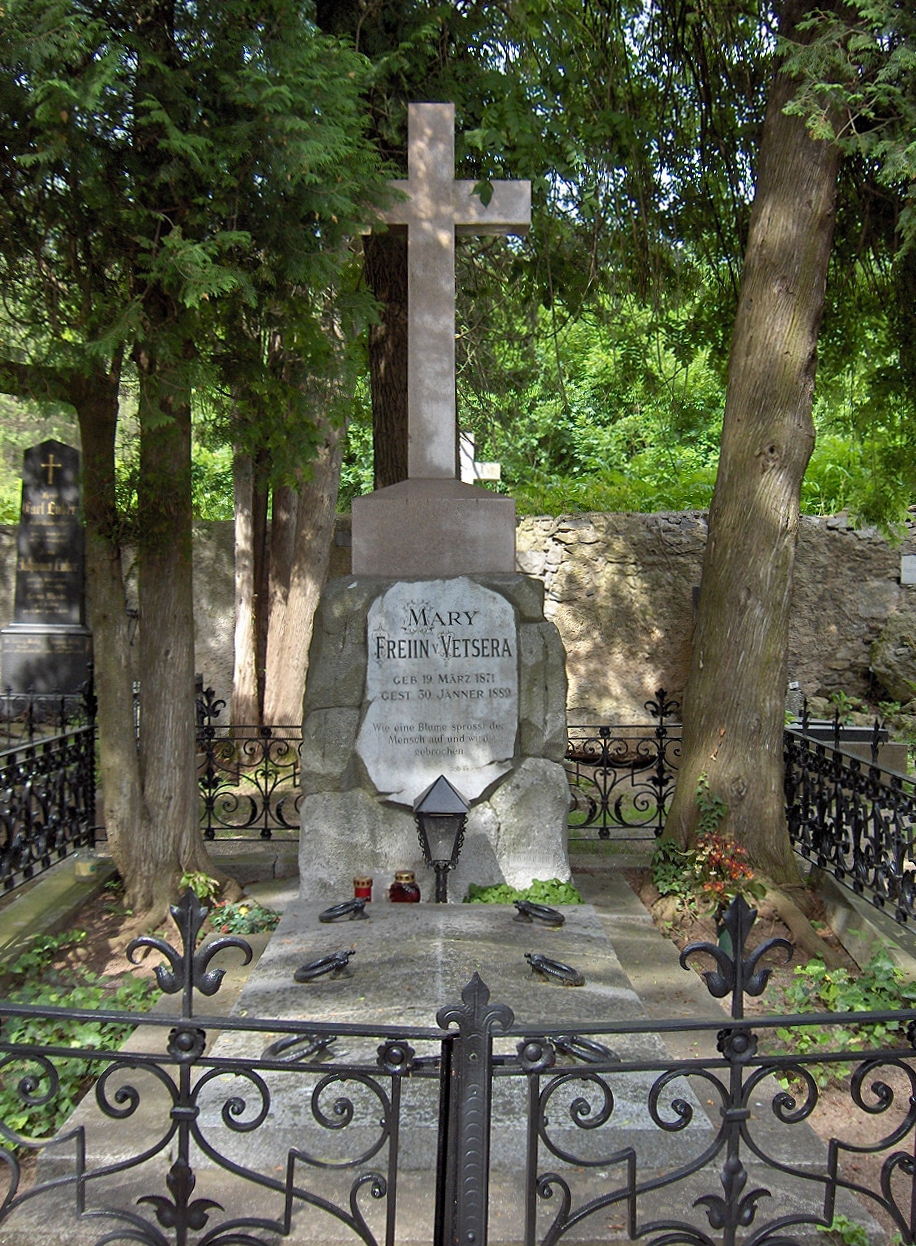
MARY
FREIIN V VETSERA
GEB. 19 MĀRZ 1871
GEST. 30 JĀNNER 1889
Wie eine Blume spross der
mensch auf und wird
gebrochen
(MARÍA
BARONESA DE VETSERA
NACIMIENTO. 19 MARZO 1871
MUERTE. 30 ENERO 1889
«Brota como una flor y es cortado»).
Tumba de María Vetsera en el cementerio de Heiligenkreuz (fotografía de 2006).

En la primavera de 1945, cuando la II Guerra Mundial tocaba a su fin, el monasterio fue atacado por la artillería soviética y un proyectil de largo alcance desplazó la losa de granito que, desde 1889, cubría la tumba de la baronesa, que fue violentamente saqueada. Gerd Holler (Mayerling, die Lösung des Rätsels, 1983), un joven físico local, fue requerido para examinar sus restos, antes de volver a enterrarlos, comprobando que estos no presentaban herida de bala alguna, lo que echaba por tierra la teoría de que Rodolfo le hubiese disparado. No conforme del todo, Holler esperó que se abriese el Archivo Apostólico Vaticano para cotejar los resultados de su investigación con la que se había realizado en su momento para decidir si sus cuerpos podían recibir sepultura eclesiástica: este primer estudio también había llegado a la conclusión de que el arma homicida solo había sido disparada una vez y que la víctima habría sido Rodolfo; por eso su cabeza aparecía vendada.
En 1993, Helmut Flatzelsteiner (Meine Mary Vetsera: Mayerling, die Tragödie gibt ihr Geheimnis preis, 1993) —un comerciante de muebles de Puchenau, cerca de Linz— reconoció haber profanado la tumba de María Vetsera en el cementerio de Heiligenkreuz la noche del 8 de julio de 1991.
Se sabe también que ese año la historiadora Brigitte Hamann habló de un cofre que, al parecer, contendría un revólver del archiduque, cartas de despedida, mechones de pelo de los dos amantes y un pañuelo. Según la citada investigadora, había sido enviado al duque Otto de Habsburgo-Lorena por los descendientes de un alto funcionario austriaco que emigró a Estados Unidos en los años 30.
«Cartas de despedida»…

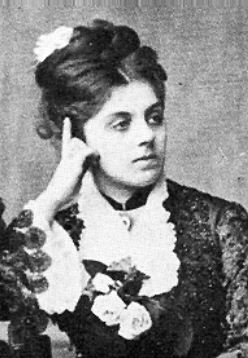
Hélène Baltazzi.

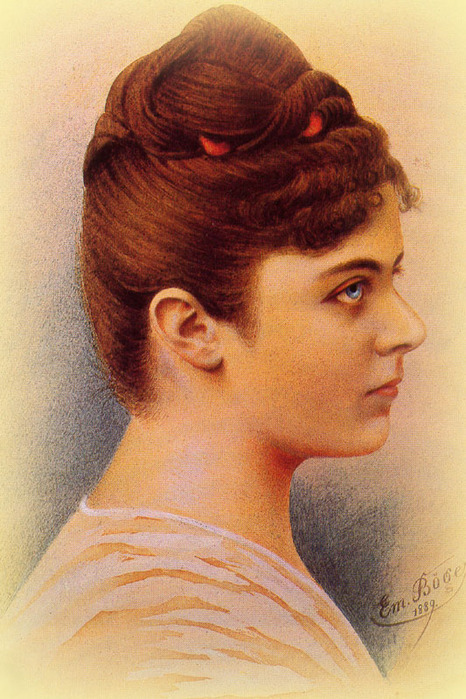
Em. Böger. Perfil de María Vetsera. 1889.
Inscripción:
Em. Böger
1889.

Al parecer, días antes de su muerte, Rodolfo escribe una serie de misivas de tono especialmente macabro:

Sé muy bien que no era digno de ser vuestro hijo.
A su madre, Isabel de Baviera.

Ya estás libre de mi presencia y la calamidad que soy.
A su esposa, Estefanía de Bélgica.

A Valeria, su hermana pequeña, de la que se despide con un hermético:

Muero a pesar mío.

Se ha hablado incluso de otras dos cartas: en la dirigida a su ayuda de cámara Johann Loschek, le rogaría que lo enterrasen junto a María en el monasterio de Heiligenkreuz; en la segunda, a Szügenyi, un amigo húngaro, explicaría los motivos que lo llevaban a quitarse la vida y que podrían resumirse en que no le quedaba otra salida.
También María le confiesa por escrito a su madre, Hélène Baltazzi:

Querida mamá: perdóname lo que he hecho. No puedo resistir el amor. De acuerdo con él, quiero ser enterrada a su lado en el cementerio de Alland. Soy más feliz en la muerte que en la vida. Tu Mary.

Dos cartas más irían dirigidas a sus hermanos Joanna y Franz Albin Feri.

Querida hermana: partimos alegremente hacia una vida más allá de la tumba. Piensa de vez en cuando en mí y no te cases si no es por amor. A mí no me ha sido posible hacerlo, y como no puedo resistirme a mi amado me voy con él.

Adiós, querido hermano: seguiré velando sobre ti desde el otro mundo; te amo tiernamente.

El 13 de enero, el heredero al trono le regaló a la baronesa un anillo con la leyenda:

I(n)L(iebe)V(ereint)B(is)I(n)D(em)T(ode)
(Unidos en el amor hasta la muerte)

Aquel mismo día, María va al estudio de su fotógrafo en Viena y, a continuación, redacta su testamento.
Por último, se conserva en la Biblioteca Nacional de Austria un perfil a lápiz de la joven, firmado y fechado por Em. Böger en 1889, desconociéndose por ahora más datos al respecto.
Todo apuntaba, pues, a un segundo «pacto de suicidio».
Nuevas aportaciones

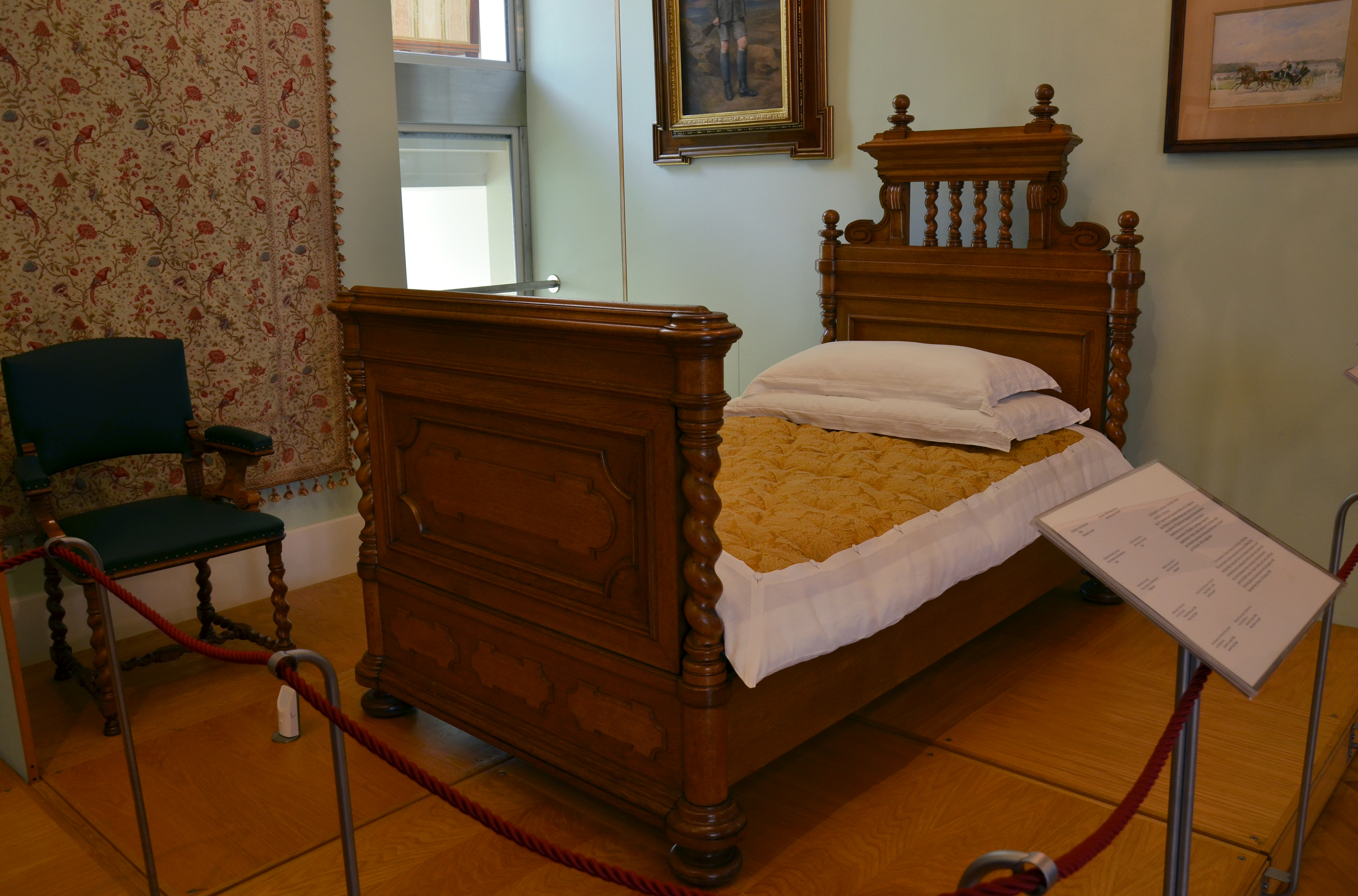
Cuando el conde Hoyos y Loschek, el ayuda de cámara, rompieron la puerta, vieron desde la antesala los cadáveres del príncipe y la baronesa tumbados en la cama. El de Rodolfo, todavía estaba caliente (podría haber muerto media hora antes); María llevaría muerta al menos una hora y aparecía tapada con un cobertor. Encima de una mesa, había un vaso con restos de coñac; sobre la mesilla de noche, un espejo; junto al príncipe, una pistola.

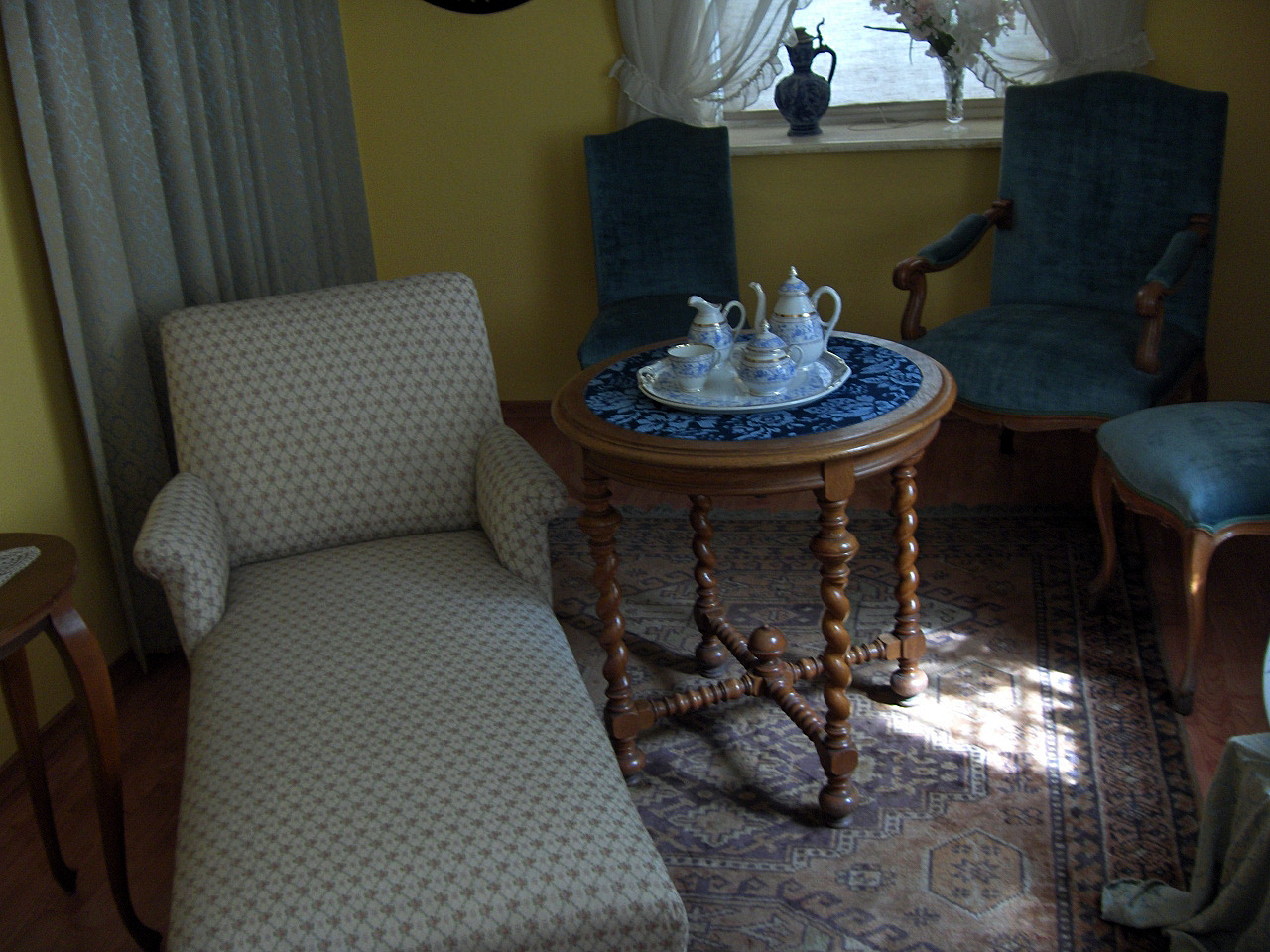
Sala de estar de Mayerling.

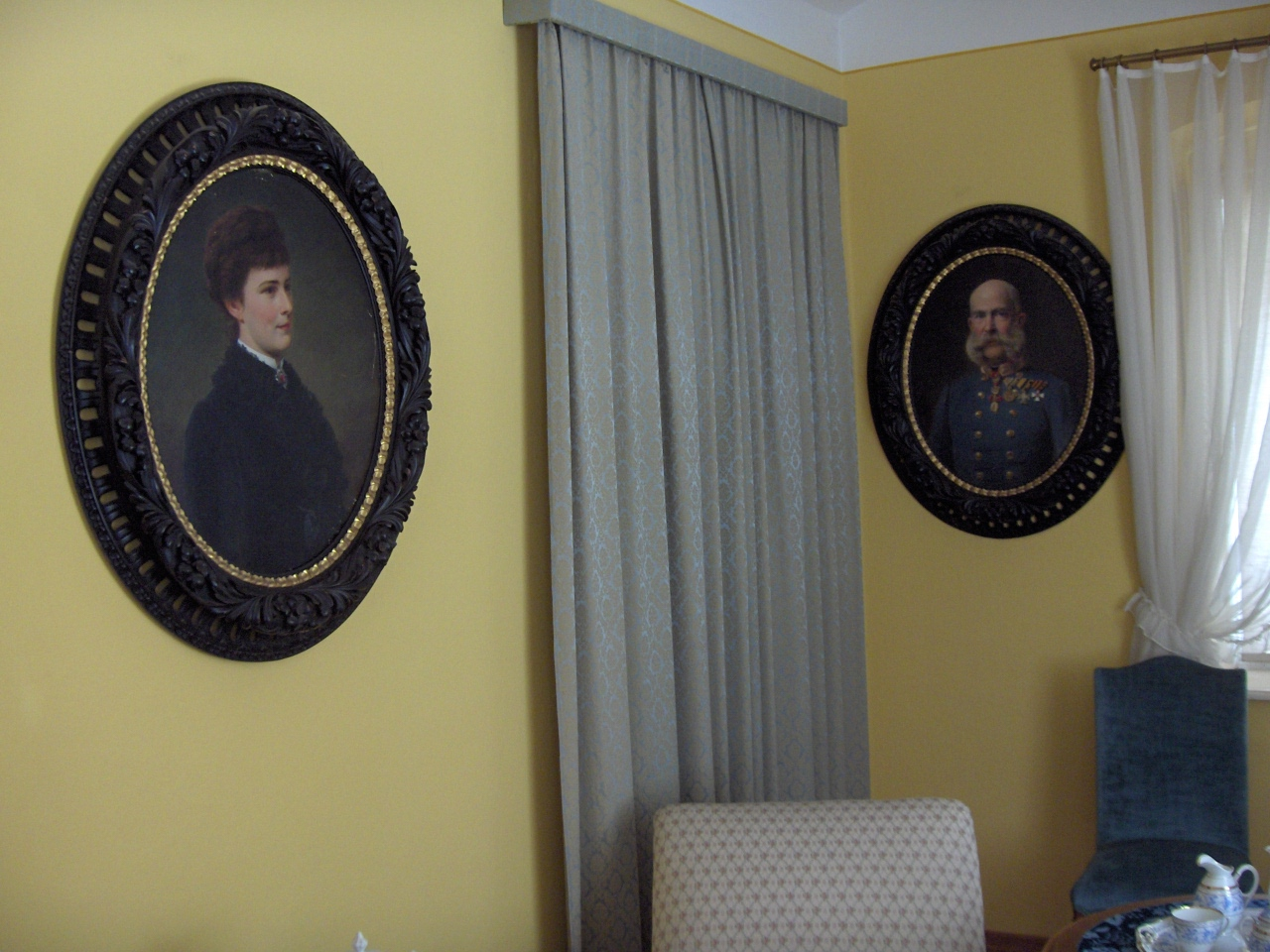
Retratos de la emperatriz y Francisco José.

En el protocolo de autopsia firmado por el doctor Hofmann el 1 de febrero de 1889, se afirma escuetamente que la bóveda craneana estaba «rota». Al día siguiente, se rectifica diciendo que «la bala había entrado por la sien izquierda y salido por la derecha, abriendo una herida apenas visible». Si se tiene en cuenta que Rodolfo era diestro, resulta muy extraño que se disparase con la mano derecha en la sien izquierda, si verdaderamente quería suicidarse.
Frederic Wolf, un carpintero residente cerca de Mayerling, dijo que su padre, carpintero como él, fue llamado «para poner orden en el pabellón de caza dos días después del drama»; que la habitación parecía «el escenario de una auténtica batalla campal»: muebles rotos, impactos de bala, huellas de sangre por todas partes…; para acabar destacando que «tuvo que cambiar hasta el suelo de madera».
El día 4, el corresponsal de Le Figaro en Viena asegura que «no se ha encontrado el proyectil». Dos días después, escribe: «Decididamente, en Hofburg no quieren decir la verdad. Han tenido que renunciar a la primera versión de la muerte natural por apoplejía, cosa que nadie creyó nunca, y se aferran ahora a la teoría del suicidio. Prefieren que se diga que el heredero mató a la baronesa antes de morir que confesar que fue asesinado».

A juzgar por las noticias de buen origen que se están recibiendo desde Viena, se va vislumbrando la verdad sobre la tragedia de Mayerling.
Resulta cierto que hace tiempo venían observándose en el príncipe Rodolfo síntomas de una grande agitación nerviosa que parecía rayar en la demencia.
La autopsia practicada por los médicos ha confirmado la existencia de una enfermedad mental.
El príncipe sostenía relaciones amorosas con una hermosa baronesa. Esto no era un secreto para nadie en la buena sociedad de Viena.
Sobre su nombre, inútil es ya guardar secreto y seguir apelando al sistema de poner una inicial. Todos los periódicos lo revelan ya. Se llamaba la baronesa de Verscera [sic].
El archiduque, poseído de una pasión violenta, recató tan poco sus devaneos que el hecho llegó a conocimiento de su esposa la archiduquesa Estefanía.
Esta anunció su firme propósito de retirarse a Bruselas con sus padres los reyes de los belgas.
El emperador Francisco José, sabedor de las disensiones conyugales, llamó al archiduque y, con la autoridad más de padre que de soberano, le expuso la conveniencia de que rompiese unas relaciones que perturbaban la paz doméstica y escandalizaban a la corte.
El príncipe fue a ver a la baronesa, dispuesto, al parecer, a romper sus relaciones; pero los dos amantes, en un momento de extravío y de pasión, decidieron darse voluntariamente la muerte antes que separarse.
Tal es la versión que se cree auténtica.
Lo que se ha dicho respecto de un duelo con el padre o el hermano ofendidos, no resulta exacto.
6 de febrero de 1889, «La tragedia de Mayerling», La Unión Católica (Madrid), p. 2.

El día 9, el embajador de Alemania informa a Bismarck que «las heridas no están en los lugares indicados oficialmente. El cuerpo presenta otras heridas. El revólver que se encontró cerca del lecho del Kronprinz, un Bulldog, no le pertenecía y los seis cartuchos habían sido disparados».
El 7 de julio de 1959, se procedió a la exhumación de los restos de María Vetsera en presencia de un médico forense, dos monjes de la abadía de Heiligenkreuz y un descendiente de uno de los tíos de la baronesa. Se atestiguó que el cráneo presentaba una entrada oval de siete centímetros, no hallándose orificio de salida.
El 11 de marzo de 1983, la otrora emperatriz Zita (1892–1989), en una entrevista concedida al Kronen Zeitung de Viena, declara: «Se han escrito muchas leyendas. Lo que se ha contado se limita a sospechas e hipótesis. La verdad es que el archiduque Rodolfo fue asesinado y que este asesinato fue político. En nuestra familia, siempre hemos sabido la verdad, pero Francisco José hizo jurar a todos los que estaban al corriente del crimen que nunca dirían nada». Afirma que los asesinos venían «en parte» del extranjero. En noviembre, durante una conversación con el historiador Eric Feigl, publicada en el mismo diario, la anciana aristócrata afirma rotundamente que el asesino del archiduque fue «Georges Clemenceau», director entonces del diario La Justice.

## Testigos
| Nombre                                    | Relación con los fallecidos | Declaraciones | Imagen |
| ----------------------------------------- | --- | --- | ------ |
| Alexander Baltazzi                        | Tío de María. | La noche del 31 de enero, junto a Georg Graf Stockau, trasladó el cadáver de la joven, en un trineo, de Mayerling a la abadía cisterciense de Heiligenkreuz. Ni él ni Stockau hicieron nunca declaraciones. |        |
| Archiduquesa María Teresa de Braganza     | Tía de Rodolfo. | Aseguró que su marido, el archiduque Carlos Luis, le dijo que Rodolfo le había asegurado en alguna ocasión: «Voy a ser asesinado», al parecer, por hallarse en el eje de una conjuración europea que pretendía derrocar a Francisco José y entronizar en su lugar a Rodolfo. |        |
| Condesa Helene Esterhazy de Galantha      | Nieta del embajador austríaco encargado de descifrar el telegrama que había enviado el emperador y transmitirlo a la Santa Sede. | Declaró que su abuelo le contó años después lo del telegrama y que «se trataba de un asesinato». |        |
| Eduard Graf von Taaffe                    | Amigo de la infancia de Francisco José y primer ministro, se opuso en todo momento al estilo liberal de Rodolfo. | No declaró. Años más tarde, su hijo Henrich Taaffe diría: «Las circunstancias de Mayerling son mucho peores de lo que se piensa». |        |
| Johann Loschek                            | Ayuda de cámara de Rodolfo. Hacia las seis de la mañana, oyó voces y, seguidamente, dos disparos. Asustado, no se atrevió a moverse; por fin, se decidió a buscar al conde Hoyos. Rompieron la puerta y vieron los cadáveres del príncipe y la baronesa tumbados en la cama. El de Rodolfo, todavía estaba caliente; María llevaría muerta al menos una hora. Según otro relato totalmente distinto de los hechos, Rodolfo se presentó en su dormitorio a las seis y media, le pidió que lo despertara una hora más tarde y volvió a su habitación. | Se limitó a ratificar la versión oficial, según la cual Rodolfo se había suicidado. |        |
| Josef Graf Hoyos-Sprinzenstein            | Compañero de caza del Kronprinz y testigo principal de la tragedia, pasó la noche del 29 de enero con Rodolfo. El miércoles 30, a las 11 de la mañana, comunica al barón Nepcsa, primer chambelán de la Corte, que desea ser recibido por la emperatriz. Le informa de la muerte del príncipe, quien —según él— ha sido envenenado con cianuro. | «Su Alteza está muerto. Es todo lo que puedo decir. No me pidáis que os dé más detalles; es demasiado terrible. He dado mi palabra al emperador de no decir nada de lo que he visto». |        |
| María Luisa Mendel von Wallersee          | Prima de Rodolfo. | No declaró. |        |
| Príncipe Felipe de Sajonia-Coburgo-Kohary | Cuñado de Estefanía de Bélgica, esposa de Rodolfo, era uno de los pocos amigos íntimos del heredero que se hallaba en Mayerling aquella noche. Según otras versiones, regresó a Viena la tarde del 29 para asistir a una cena familiar en Hofburg. | No declaró. |        |
| Zita de Borbón-Parma                      | Última emperatriz y reina consorte de Austria-Hungría. | El 11 de marzo de 1983, la otrora emperatriz Zita (1892–1989), en una entrevista concedida al Kronen Zeitung de Viena, declara: «Se han escrito muchas leyendas. Lo que se ha contado se limita a sospechas e hipótesis. La verdad es que el archiduque Rodolfo fue asesinado y que este asesinato fue político. En nuestra familia, siempre hemos sabido la verdad, pero Francisco José hizo jurar a todos los que estaban al corriente del crimen que nunca dirían nada». Afirma que los asesinos venían «en parte» del extranjero. En noviembre, durante una conversación con el historiador austriaco Eric Feigl, publicada en el mismo diario, la anciana aristócrata afirma rotundamente que el asesino del archiduque fue «Georges Clemenceau», director entonces del diario La Justice. |        |

## Hipótesis y objeciones
El «pacto de suicidio»
| Hipótesis | Objeciones |
| --- | --- |
| → Sumido en una profunda depresión, Rodolfo decidió quitarse la vida; pero, ante el miedo a morir solo, propuso a María suicidarse juntos, a lo que ella accedió. → Rodolfo mató a María y, más tarde, se suicidó con una escopeta de caza. → María estaba embarazada y la pareja había descubierto que la joven era fruto de una cierta relación de su madre con el emperador, lo que les llevó a suicidarse. | ← Varios testigos afirmaron que la mano derecha de Rodolfo había sido cercenada de un sablazo, lo que se intentó disimular con un guante relleno de gutapercha. ← El revólver que se encontró junto a la cama del Kronprinz no era suyo. ← El cuerpo del príncipe presentaba diversos cortes y contusiones visibles en cara y manos. ← Francisco José mandó un telegrama a León XIII para que el cadáver de Rodolfo recibiera sepultura eclesiástica, lo que la Santa Sede denegó habida cuenta de que, en aquel primer momento, solo se hablaba de suicidio. El emperador envió entonces un segundo telegrama en el que explicaba al Papa la verdad sobre la muerte de Rodolfo: su asesinato por cuestiones políticas. El Papa dio inmediatamente su permiso. ← Al conocerse la muerte del heredero, varios médicos fueron desplazados a Mayerling. Según el informe, María no estaba embarazada. ← Según los últimos exámenes forenses, María fue asesinada a puñaladas y golpes de los que trató de defenderse. |

La conspiración política
| Hipótesis | Objeciones |
| --- | ---------- |
| → Rodolfo fue asesinado por los Servicios secretos austriacos ya que, si hubiera llegado a reinar, sus tendencias liberales habrían acabado con el Imperio. → Rodolfo fue asesinado por los Servicios secretos franceses ya que había rechazado el proyecto de Clemenceau de hacer del Imperio austrohúngaro el principal aliado de Francia contra Prusia, plan que pasaría por el derrocamiento de Francisco José y la inmediata subida al trono de Rodolfo. |            |

## Consecuencias políticas y personales

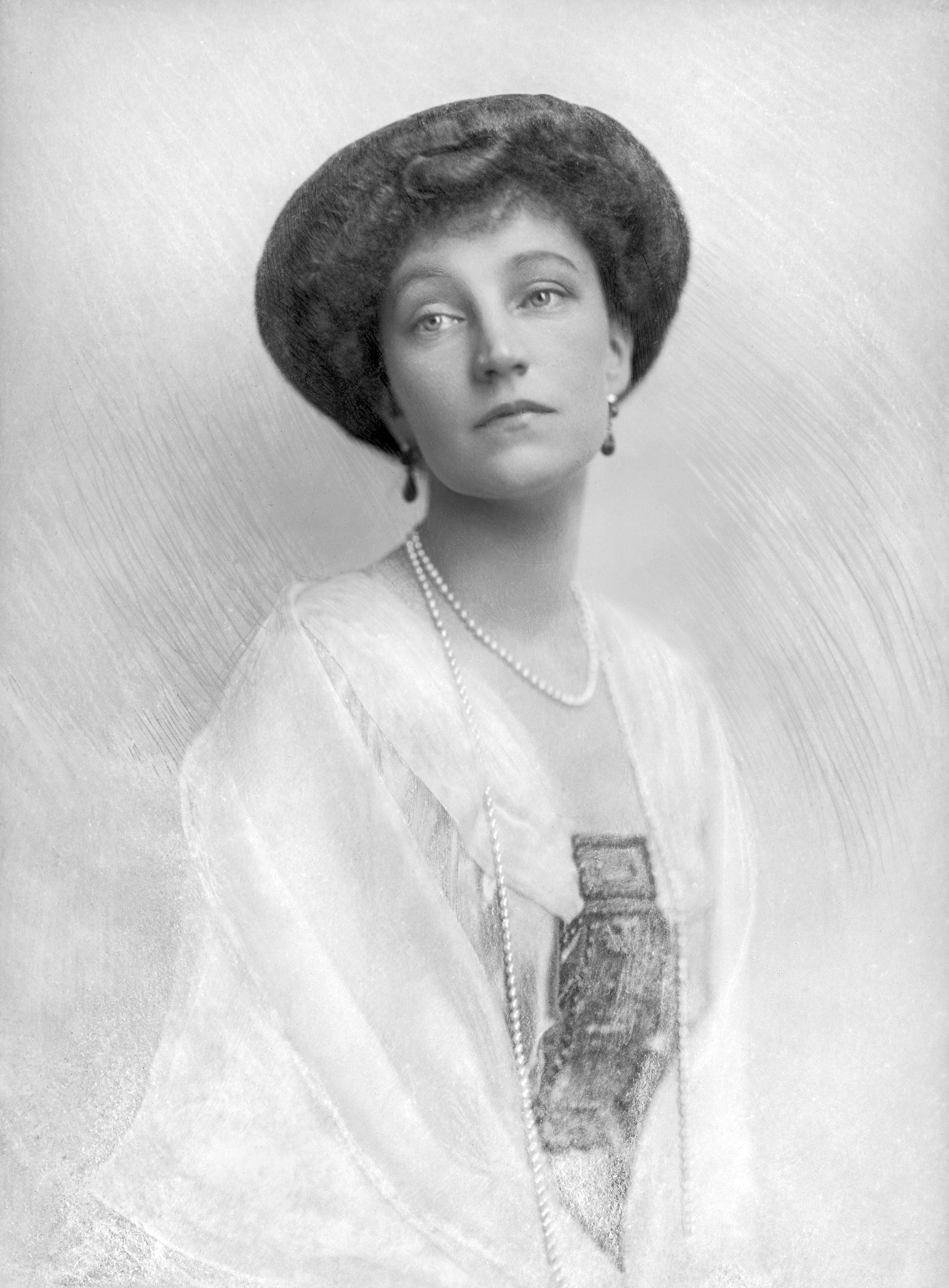
Isabel María de Austria hacia 1910. Biblioteca Nacional de Austria.

La misteriosa desaparición de Rodolfo de Habsburgo desencadenó de inmediato una grave crisis dinástica que, a la larga, aceleró la caída del Imperio austrohúngaro.
Así, tras la muerte de su sobrino en Mayerling, Carlos Luis de Austria se convirtió en presunto sucesor de su hermano Francisco José, pero renunció a sus derechos en favor de su hijo mayor, Francisco Fernando, asesinado en Sarajevo el 28 de junio de 1914, lo que precipitó la declaración de guerra de Austria contra Serbia y el comienzo casi fulminante (28 de julio) de la I Guerra Mundial.
La tragedia de Mayerling se convirtió en un tema de conversación totalmente prohibido en presencia de Francisco José. La emperatriz, por su parte, llevó ropa negra hasta el mismo momento de ser asesinada en Ginebra el 10 de septiembre de 1898.
La princesa heredera Estefanía, amargada, saltándose las normas al uso, contrajo segundas nupcias en 1900 con el conde húngaro Elemér Lónyay. María Larisch fue declarada persona non grata, perdiendo su derecho de acceder a la Corte.
La hija de Rodolfo, la archiduquesa Isabel María de Austria, contrajo matrimonio morganático con el príncipe Otto Weriand de Windisch-Grätz, del que se divorció en 1924. En 1948, se casó de nuevo, esta vez con el dirigente socialista Leopold Petznek, conocido popularmente como el Archiduque Rojo. Falleció en 1963.

## El crimen de Mayerling en el Arte
Sea como fuese, el crimen de Mayerling no podía pasar desapercibido para cineastas, novelistas, compositores o autores de teatro.
Canciones

C'est à Mayerling
C'est à Mayerling qu'ils dorment l'un près de l'autre c'est à Mayerling qu'ils n'auront plus peur de l'aube. 
Et la neige tombe sur la terre où ils ont rêvé sur les arbres sombres où l'on voit leurs prénoms gravés.
Je songe à tout cela tandis que j'ai pour moi la chaleur de tes bras. 
C'est à Mayerling qu'ils dorment l'un près de l'autre et moi qui suis là j'ai l'impression d'être en faute.
C'est si doux de vivre même quand la rude saison met des fleurs de givre aux fenêtres de nos maisons.
De vivre en se disant blottis frileusement c'est bientôt bien le printemps.
Mais à Mayerling jamais le jour ne se lève jusqu'au bout des temps il neigera dans nos rêves.
À Mayerling à Mayerling à Mayerling.

Mireille Mathieu, Mayerling, 1968.

Danza
- Mayerling (ballet).[30]

Cine

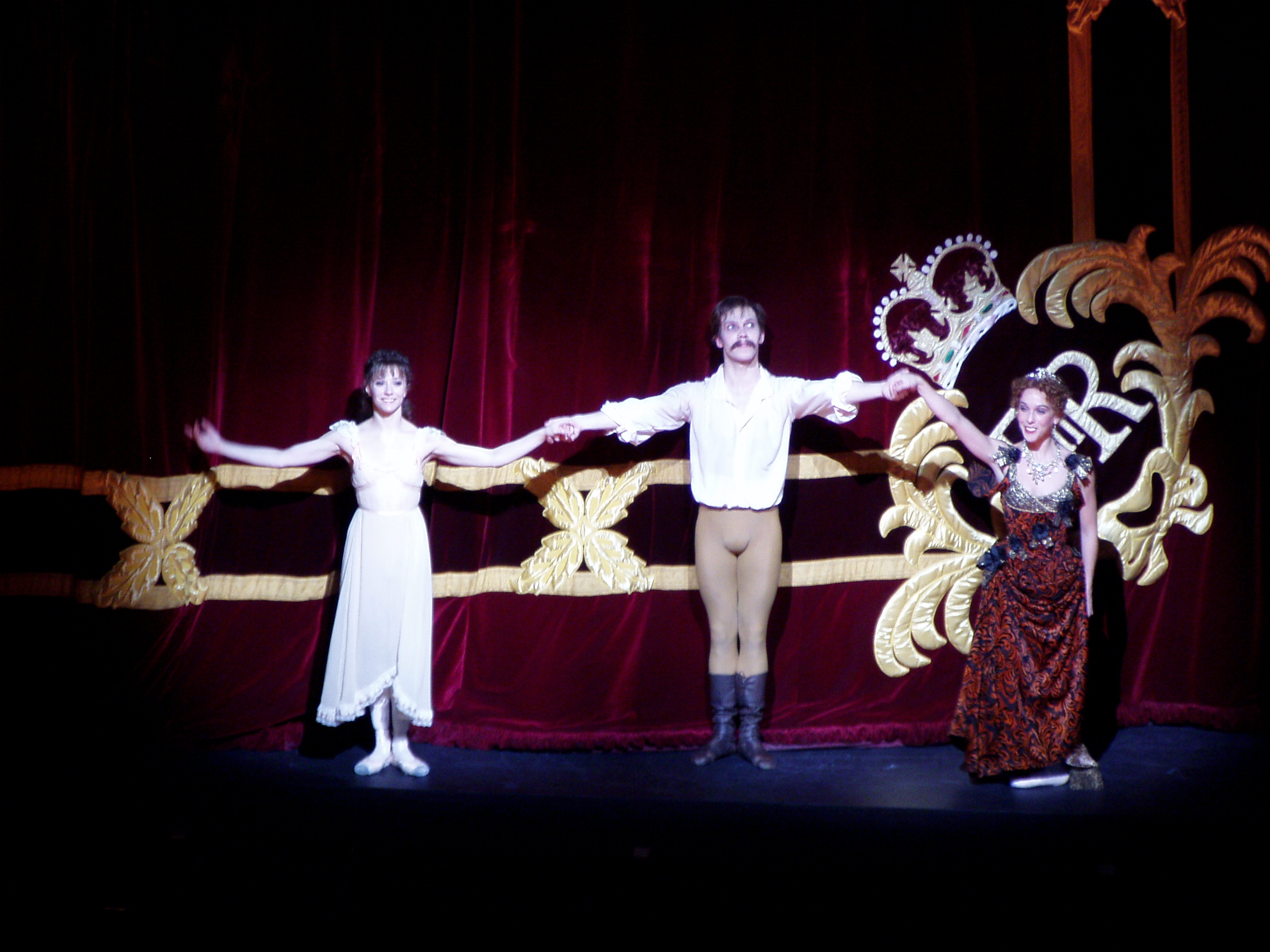
Mayerling (ballet). De izquierda a derecha, Alina Cojocaru, Johan Kobborg y Laura Morera (fotografía de abril de 2007).

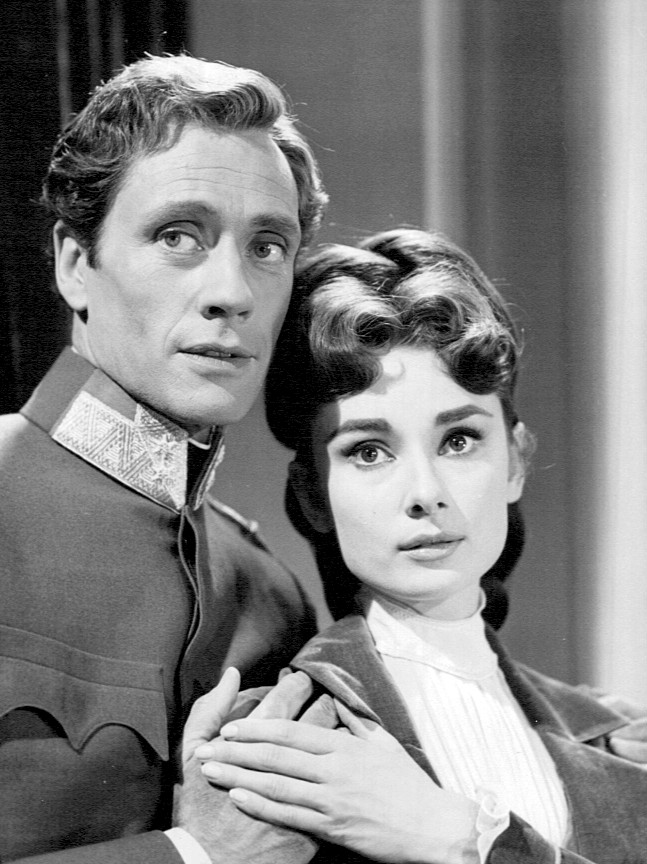
Fotograma de la película Mayerling de 1957.

- Título original: Tragedy in the House of Habsburg. Año: 1924. Dirección: Alexander Korda. Intérpretes: María Corda, Kálmán Zátony, Emil Fenyvessy, Werner Schott, Arthur Bergen, Hans Brausewetter, Friedrich Kayßler, Louis Ralph, Mathilde Sussin, Jakob Tiedtke, Ferdinand von Alten. Guion: Lajos Bíró.
- Título: Sueños de príncipe (título original: Mayerling). Año: 1936. Dirección: Anatole Litvak. Intérpretes: Charles Boyer, Danielle Darrieux, Marthe Régnier, Yolande Laffon, Suzy Prim, Gina Manès, Jean Dax, Jean Debucourt. Guion: Joseph Kessel Irma von Cube.  Música: Arthur Honegger, Hans May. Fotografía: Jean Isnard, Armand Thirard.
- Título: De Mayerling a Sarajevo (título original: From Mayerling to Sarajevo). Año: 1940. Dirección: Max Ophüls. Intérpretes: Edwige Feuillère, John Lodge, Aimé Clariond, Jean Worms, Jean Debucourt, Raymond Aimos, Gabrielle Dorziat, Henri Bosc, Gaston Dubosc, Marcel André. Guion: Carl Zuckmayer, Marcelle Maurette, Curt Alexander. Música: Oscar Straus. Fotografía: Curt Courant, Otto Heller.
- Título: El secreto de Mayerling (título original: Le Secret de Mayerling). Año: 1949. Dirección: Jean Delannoy. Intérpretes: Jean Marais, Dominique Blanchar, Jean Debucourt, Claude Farell, Silvia Monfort, Jane Marken, Marguerite Jamois, Denise Benoît, Madeleine Foujane, Wanny, Renée Thorel, Jacques Dacqmine, Michel Vitold, Raphaël Patorni, François Richard. Guion: Jean Delannoy, Philippe Hériat, Jacques Rémy .  Música: Louis Beydts. Fotografía: Robert Lefebvre.
- Título: Mayerling. Año: 1957. Dirección: Anatole Litvak. Intérpretes: Audrey Hepburn, Mel Ferrer, Diana Wynyard, Basil Sydney, Raymond Massey, Judith Evelyn.  Música: George Bassman, Irving Actman.
- Título: Mayerling. Año: 1968. Dirección: Terence Young. Intérpretes: Omar Sharif, Catherine Deneuve, James Mason, Ava Gardner, James Robertson Justice, Geneviève Page. Guion: Terence Young, Denis Cannan, Joseph Kessel.  Música: Francis Lai. Fotografía: Henri Alekan.

Novela
- Anet (seudónimo de Jean Schopfer), Claude (1930). Mayerling. Ρaris: Bernard Grasset.
- Luján, Néstor (1991). Una noche en Mayerling. Barcelona: Plaza & Janés Editores. ISBN 9788401381799.

Teatro
- Maxwell Anderson, James (1936). The Masque of Kings, a Play in Three Acts. Anderson House.

- Rudolph Affaire Mayerling, o Rudolph The last Kiss, una obra compuesta y coreografiada en Estados Unidos, y expuesta en Alemania.

Historietas
- Título: La tragedia de Mayerling. Número 196 de la revista mexicana de historietas Aventuras de la vida real, del 21 de marzo de 1972.[31]

## Hemerografía
- Agencias (4 de enero de 1993). «Mayerling, un siglo después». El País.
- Alonso, Luis M. (8 de julio de 2011). «Mayerling, el principio del fin de una era». Ine.es.
- Vidal, César (23 de septiembre de 2002). «¿Qué pasó en Mayerling?». LibertadDigital.